# معركة بريانسك (1941)

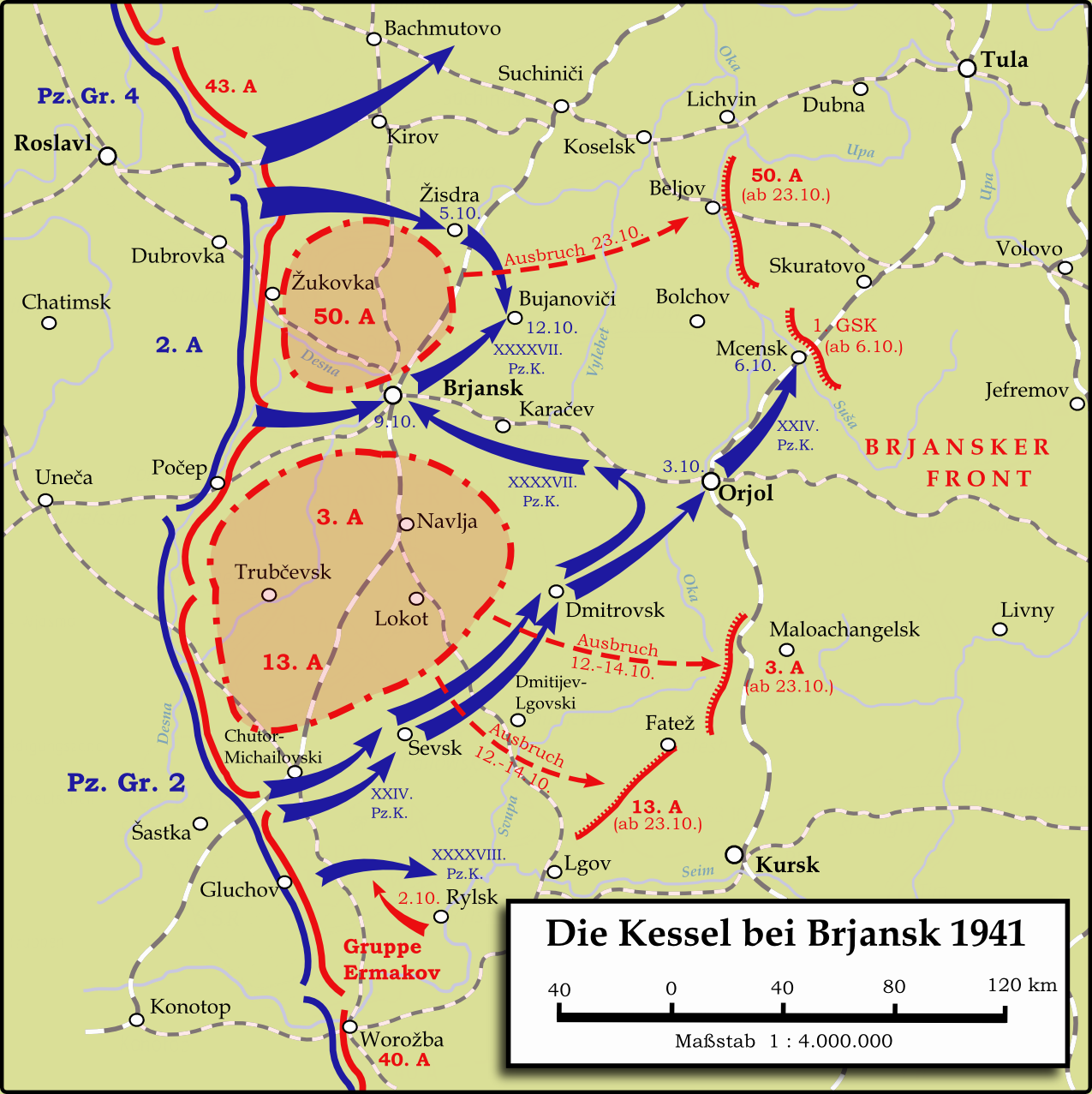
خريطة توضح المعركة بالقرب من بريانسك (30 سبتمبر - 23 أكتوبر 1941)

كانت معركة بريانسك (2-21 أكتوبر 1941) معركة استمرت عشرين يومًا خلال الحرب العالمية الثانية في منطقة بريانسك كجزء من حملة موسكو الشاملة. بعد عودته من معركة كييف، هاجم هاينز جوديريان في اتجاه غير متوقع حيث استولى على بريانسك وأوريول مع عدد قليل من الضحايا، مما أدى إلى تطويق تشكيلتين سوفياتيتين، الجيش الثالث عشر والجيش الثالث. تشكيل سوفييتي ثالث، الجيش الخمسين كان محاطًا بمشاة من الجيش الألماني الثاني شمال بريانسك. ومع ذلك واصلت وحدات الجيش الأحمر المحاصرة القتال، مما أخر الحملة على موسكو لمدة أسبوعين. هذا التأخير، وكذلك الخسائر البشرية التي قتلها الفيرماخت في تصفية الجيوب، ساهمت في انهيار ألمانيا على أبواب موسكو. نتيجة لهذه المعركة، احتل الألمان بريانسك حتى طردهم الجيش الأحمر في 17 سبتمبر 1943 كجزء من معركة سمولينسك.

## الخلفية والتخطيط
بعد التطويق الناجح للجبهة الغربية المعاد تشكيلها في جيب سمولينسك، أُمرت دبابات مجموعة جيوش الوسط بالتوقف حتى يتمكن المشاة من اللحاق بالجيب وتصفية الجيب. في الشمال، توقفت مجموعة جيش الشمال في طريقها نحو لينينغراد، وكانت مجموعة جيش الجنوب تكافح للاستيلاء على كييف. لتأمين أجنحة مركز مجموعة الجيش، أمر هتلر بتحويل جيش بانزر الثالث شمالًا وتحويل جيش بانزر الثاني جنوبًا. تم إصدار أوامر لتشكيلات المشاة في مركز مجموعة الجيش والجيش الرابع والجيش التاسع بالحفر والانتظار حتى يتم تأمين أجنحتهم.
أثناء "الهدوء" في الهجوم، أمرت هيئة الأركان العامة للجيش الأحمر، ستافكا بتشكيلات الجيش الأحمر حول سمولينسك وبريانسك بشن هجمات مباشرة على مركز مجموعة الجيش في محاولة لدفع الفيرماخت للخلف من لإبعادهم عن موسكو. ونُفذت هجمات ضعيفة ضد وحدات في مواقع دفاعية قوية وكانت جميعها تقريبًا كوارث أضعفت بشكل خطير تشكيلات الجيش الأحمر التي تدافع عن ضواحي موسكو.

## العملية
في سبتمبر 1941، تقدمت القوات الألمانية وعبرت نهر ديسنا في المنطقة الواقعة جنوب غرب موسكو. خلال هجوم الاختراق، اخترقت القوات الألمانية جبهة بريانسك في 30 سبتمبر، أثناء عملية تطويق الجيش الخمسين. أدى ذلك إلى اختراق موقع الجبهة بين الجيشين 50 و 13. تبنى قائد جبهة بريانسك أندريه يريمينكو استراتيجية دفاعية متعمقة، حيث يتكون احتياطي الجبهة من بندقيتين، وفرقة دبابات واحدة ولواء دبابات واحد يتركز في منطقة بريانسك. ومع ذلك، في أثناء العملية، استولت قوات الفيلق السابع والعشرون على كاراتشيف وتمكنت من التقدم إلى شرق المدينة في 6 أكتوبر أثناء محاولتها الارتباط بباقي قوات الفيرماخت القادمة من الاتجاه المعاكس.
أجبر هذا الجيش الأحمر على الانسحاب لتجنب الحصار، وبالتالي تم إخلاء بريانسك دون قتال كبير. وبغض النظر عن ذلك، تعرضت المدينة لقصف مدفعي وجوي كثيف دمر أجزاء كبيرة من بريانسك.
خسر الجيش الأحمر، كجزء من عملية الدفاع عن المدينة أكثر من 80.000 قتيل في المدينة والمناطق المحيطة بها، مع إصابة حوالي 4062 جنديًا ودخولهم المستشفى تم أخذ 50000 أسير آخر، قبل أن يمضي الفيلق السابع والعشرون إلى هدفه التالي، أوريل.

## إلهام لبندقية إي كيه-47
كان ميخائيل كلاشنيكوف رقيبًا أول ( قائد دبابة ) يخدم في تي-34 من فوج الدبابات 24، فرقة الدبابات 12 من الفيلق الميكانيكي الثامن المتمركز في ستري قبل الانسحاب بعد معركة برودي، سرعان ما أصبح الفوج جزءًا من لواء الدبابات 159. أصيب خلال المعركة، لكنه وصل إلى المستشفى مشيا على الأقدام، حيث تلقى العناية الطبية. لم تكن هذه أول معركة لكلاشينكوف حيث شارك أيضًا في معركة برودي حيث كانت فرقته جزءًا من الفيلق الميكانيكي الثامن الذي واجه فرقة بانزر الألمانية السادسة عشرة في معركة حول ليشوف. أثناء تعافيه من إصاباته، بدأ كلاشنيكوف في تجربة ذكريات الماضي من الغارة و"أصبح مهووسًا بصنع رشاش من شأنه طرد الألمان من وطنه. يعتقد الكثيرون أن الأسطورة التي قام بنسخها في الغالب هي Sturmgewehr 44. ومع ذلك، عند فحصه، يكون Sturmgewehr 44 مختلفًا تمامًا فيما يتعلق بتصميم الترباس وتشغيله، وطريقة التفكيك ويحتوي على آلية إطلاق بأسلوب مختلف تمامًا. بشكل أساسي ، يشتمل Sturmgewehr 44 على العديد من أوجه التشابه مع بندقية HK G3 أكثر من AK-47".